# Батрахофобија
Батрахофобија или ранидафобија (по најшире распрострањеној породици жаба, ranidae) је страх од жаба и водоземаца. У психијатријској литератури се чешће користи израз "страх од жаба" него неки специјализовани израз.
Према некима, призор жабе може бити лош знак. Такође, уобичајени мит каже да додир жабе и водоземца може да створи брадавицу. У многим другим културама, жабе се сматрају добрим знаком. Истраживање, које су спровели истраживачи зоолошког врта у Јоханезбургу, показало је да у савременим временима стара сујевјерја играју мање значајну улогу, а модерна деца више се брину да ли су жабе отровне или безопасне.
Фобија од жаба често се дешава након што се види како жаба умре насилно. Један случај озбиљног страха описан је у Часопису о терапији понашања и експерименталној психијатрији 1983. године: жена је развила екстремни страх од жаба након трауматичног инцидента у којем је њена косилица за траву прешла преко групе жаба и убила их.